# Kizza Besigye
Kizza Besigye ugandski je liječnik i političar. Poznat je po tome što je na ugandskim predsjedničkim izborima 2001., 2006., 2011. i 2016. bio glavna opozicija Yoweriju Museveniju, tadašnjem predsjedniku Ugande. Museveni je u toj zemlji na vlasti od 1986. Zbog svojeg je političkog angažmana Besigye je često bio uhićivan.

## Rani život
Besigye je rođen u malom ugandskom selu - Rwakabengo, nedaleko od grada Rukungirija. Oba roditelja preminula su mu prije nego što je završio osnovnu školu. Upisao je medicinu 1975. na prestižnom ugandskom sveučilištu Makerere, a pet godina kasnije postaje doktor medicine. Nakon 1980. godine radio je u bolnicama u glavnom gradu susjedne države Kenije - Nairobiju. Godine 1982. priključuje se pokretu National Resistance Movement/Army (NRM/A), pod vodstvom sadašnjeg predsjednika Ugande Musevenija, koji je tada vodio građanski rat protiv bivšeg ugandskog predsjednika Miltona Obotea. U vihoru rata postaje osobni liječnik Yoweriju Museweniju.

### Nakon rata
Nakon što je Musewenijev pokret dobio rat, Besigye je obnašao visoke političke funkcije poput ministra unutarnjih poslova i dr. Godine 1991. imenovan je zapovjednikom mehanizirane pukovnije ugandske vojske u gradu Masaki, u središnjem dijelu te države. Dvije godine kasnije imenovan je vrhovnm zapovjednikom vojne logistike i inženjerije.

## Opozicijsko djelovanje
Godine 1999. napisao je dokument naslova An Insider's View of How the NRM Lost the Broad Base, u kojem se žestoko obrušio na vladajuću stranku i izvršnu vlast države koje je prozvao "sektaškom kleptokracijom" i "diktaturom jednog čovjeka". Zbog istog je završio pred vojnim sudom, no 2000. godine nagodio se da optužbe protiv njega budu odbačene. U zamjenu za to morao se ispričati zbog pisanja spornog dokumenta.
Iduće godine povukao se iz Oružanih snaga Ugande te najavio kandidaturu na izborima 2001. godine. Iako je bio Musevenijev glavni protivnik, nije pobijedio. Na spomenutim izborima zabilježene su mnoge nepravilnosti poput lažiranja glasova i nasilja nad glasačima. Nakon toga je podnio tužbu ustavnom sudu čiji su suci jednoglasno (5-0) konstatirali da je bilo varanja, no omjerom glasova 3-2, odlučili su da neće poništavati izbore.
Idućih godina bio je pod represijom državnih organa pod optužbama za veze s pobunjeničkom grupom People's Redemption Army, koja djeluje u susjednoj Demokratskoj Republici Kongo, a čije su postojanje Besigyeju bliski ljudi negirali. William Lacy Swing, posebni izaslanik Ujedinjenih Naroda za tu regiju, u studenom 2005. godine ipak je potvrdio postojanje spomenute grupe. U kolovozu 2001. Besigye je pobjegao u Južnoafričku Republiku, bojeći za za vlastiti život. Odande je nastavio kritizirati predsjednika Musevenija. U Ugandu se vratio malo pred nove predsjedničke izbore, u jesen 2005. Ubrzo je ponovo uhićen pod optužbama za silovanje i veze s People's Redemption Army i notornom Božjom vojskom otpora (eng: Lord's Ressistance Army). Ovo uhićenje je izazvalo prosvjede diljem zemlje kao i snažne pritiske međunarodne zajednice na Musevenija. Vlasti su pak reagirale na to zabranom svih javnih okupljanja, demonstracija ili seminara povezanih s ovim slučajem. Medijima je zabranjeno da komentiraju suđenje pod prijetnjom gubljenja licencije. Desetak dana kasnije, visoki sud dozvolio je Besigyeu izlazak uz plaćenje jamčevine, ali je odmah potom vraćen nazad u zatvor pod optužbama za terorizam i nezakonito posjedovanje oružja, što je Besigye negirao. Iz zatvora je pušten 6. siječnja iduće godine odlukom visokog suda.
Na novim izborima 2011. Besigye je opet izgubio od Musevenija osvojivši 26 % glasova. Predsjednika je potom optužio za podmićivanje birača i trošenje javnog novca za kupovanje glasova i podmićivnje osoba na biralištima. Promatrači Europske unije kritizirali su transparentnost, između ostalog, zbog "nepotrebne prisutnosti vojske na biralištima na dan glasovanja". Slične kritike došle su i od organizacije The Commonwealth Observer Group, koja je također nadgledala izbore.
Na izborima 2016. Besigye je ponovno izgubio, osvojivši 34 % glasova. Prije izbora je "preventivno uhićen" i zadržan u svom domu u Kampali, zajedno sa šest članova svoje političke stranke. Prema izvještajima Crvenog križa, prostorije Besigeyeve stranke također je okupirala policija, a dvoje ljudi je izgubilo život u neredima. Na područja koja su tradicionalno bila naklonjena Besigeyju glasački listići ili uopće nisu dostavljeni ili su jako kasnili. Promatrači Europske unije proglasili su izbore netransparentnima, a upotrebu sile protiv opozicije nazvali neprihvatljivim.
Na ugandskim predsjedničkim izborima 2021., Besigye je odlučio da se neće kandidirati, već će podržati pjevača popularne glazbe i poltičara Bobija Winea u utrci protiv dugogodišnjeg predsjednika Musevenija.